# Governatorati dell'Iraq per indice di sviluppo umano
Questa è una lista dei governatorati dell'Iraq per indice di sviluppo umano 2021.
| Indice di sviluppo umano medio | Indice di sviluppo umano medio | Indice di sviluppo umano medio |
| Posizione                      | Governatorato                  | ISU (2021)                     |
| ------------------------------ | ------------------------------ | ------------------------------ |
| 1                              | Kirkuk                         | 0.705                          |
| 2                              | Baghdad                        | 0.704                          |
| 2                              | Sulaymaniyah (con Halabja)     | 0.704                          |
| 3                              | Erbil                          | 0.702                          |
| 4                              | Dohuk                          | 0.701                          |
| 5                              | Diyala                         | 0.695                          |
| 5                              | Nineveh (con Tal Afar)         | 0.695                          |
| 6                              | Saladin (con Tuz Khurmatu)     | 0.692                          |
|                                | Iraq (media)                   | 0.686                          |
| 7                              | Dhi Qar                        | 0.684                          |
| 8                              | Babylon                        | 0.682                          |
| 9                              | Al Anbar                       | 0.680                          |
| 10                             | Al-Qādisiyyah                  | 0.678                          |
| 11                             | Karbala                        | 0.666                          |
| 12                             | Basra                          | 0.664                          |
| 13                             | Wasit                          | 0.656                          |
| 14                             | Najaf                          | 0.655                          |
| 15                             | Muthanna                       | 0.644                          |
| 16                             | Maysan                         | 0.635                          |